# Фанні (фільм, 1932)
«Фанні» (фр. Fanny) — французька романтична драма 1932 року, поставлена режисером Марком Аллегре за однойменною п'єсою та сценарієм Марселя Паньоля. Друга частина марсельської трилогії, до якої входять також фільми «Маріус» та «Сезар».

## Сюжет
Дія фільму починається в той момент, на якому закінчується «Маріус», — Сезар (Ремю) на руках відносить Фанні (Оран Демазі), що знепритомніла, до будинку її матері і там, отетерілий, дізнається, що його син Маріус (П'єр Френе) вирушив у п'ятирічне плавання Індійським океаном на науковому судні. Через місяць Сезар гарячково чекає першого листа від Маріуса. Коли воно нарешті приходить, він прикидається перед друзями, ніби йому це байдуже, але кидається його читати, як тільки вони виходять за поріг. Сезар диктує Фані відповідь.
Панісс знову просить у Оноріни руки її доньки. Фанні говорить Паніссу, що не може вийти за нього, оскільки вже вагітна від Маріуса, про що той не знав, вирушаючи в плавання. Панісс у захваті і тішиться передчуттям, що зможе отримати в посаг «готову» дитину: адже він так і не зміг зробити малюка своїй першій дружині. Таким чином, домовленість про шлюб досягнута, і Фанні, хоч і не кохає Панісса, вдячна йому, оскільки він просить у неї одного — переконати усіх, що саме він, Панісс, є батьком дитини. Дізнавшись про майбутній шлюб, Сезар скаженіє, проте Паніссу і Фанні вдається переконати його в тому, що іншого виходу немає. Сезар стане хрещеним батьком дитини.
Фанні народжує хлопчика. Маріус повертається набагато раніше строку, оскільки його судно зазнало аварії. Зустрівшись з Фанні, він швидко здогадується, що дитина — його. Він зізнається Фанні, що кохає її сильніше, ніж сам підозрював, і море його вже не так приваблює. Фанні, своєю чергою, не приховує, що завжди кохала його і думала про нього. У сцені загального пояснення Панісс погоджується надати Фанні свободу, якщо вона того забажає, але не хоче віддавати дитину, яку любить. Не знайшовши союзників ні у батьку, який засуджує його бажання відняти у Панісса сина, ні у Фанні, Маріус знову йде у море.

## В ролях
| Ремю          | ···· | Сезар Олів'є                   |
| П'єр Френе    | ···· | Маріус Олів'є                  |
| Оран Демазі   | ···· | Фанні                          |
| Фернан Шарпен | ···· | Панісс                         |
| Аліда Руфф    | ···· | Оноріна                        |
| Робер Ваттьє  | ···· | мосьє Брен                     |
| Міллі Матіс   | ···· | тітка Клодіна                  |
| Опост Мурьєс  | ···· | Ескартефіґ                     |
| Андре Жід     | ···· | камео (в титрах не зазначений) |

## Інші адаптації
- 1933 : «Фанні» (італ. Fanny, Італія), Маріо Альміранте;
- 1934 : «Чорний кит» (нім. Der Schwarze Walfish, Німеччина, Фріц Вендхаузен); в ролі Сезара Еміль Яннінгс.
- 1938 : «Порт семи морів» (англ. Port of Seven Seas, США, Джеймс Вейл, за «Маріусом» і «Фанні»): роль Сезара виконує Воллес Бірі;
- 1961 : «Фанні» (англ. Fanny, США, режисера Джошуа Логана з Шарлем Буає (Сезар) і Морісом Шевальє (Панісс);
- 2013 : «Фанні» (фр. Fanny, Франція, реж. Данієль Отей)